# ستيف بالاسيوس
ستيف بالاسيوس (بالإنجليزية: Steve Palacios)‏ (20 مايو 1993 في الولايات المتحدة - ) هو لاعب كرة قدم أمريكي في مركز الدفاع.

## وصلات خارجية
- ستيف بالاسيوس على موقع قاعدة بيانات كرة القدم.إي يو (الإنجليزية)
- ستيف بالاسيوس على موقع Soccerway.com (الإنجليزية)
- ستيف بالاسيوس على موقع عالم كرة القدم.نت (الإنجليزية)